# Sandbin
Sandbin (Andrena) är ett stort släkte solitära bin i insektsordningen steklar. 

## Beskrivning
Sandbin har en längd på mellan 7 och 18 millimeter. Kroppen är tätt behårad. Bakkroppen är långsträckt, och har ofta ljusa band i segmentens bakkanter.

## Ekologi
Sandbin lever huvudsakligen solitärt, även om de gärna bygger sina bon i stora kolonier, och gräver sina bon i sandig mark på soliga ställen. Hos vissa arter förekommer det dock att flera honor, vanligtvis systrar, samsas om ett bo som de gräver ut tillsammans. Varje hona gräver dock ut sina egna larvceller och står själv för provianteringen av dessa. Vid bobyggnaden gräver honan en huvudgång med ett antal sidokamrar, en för varje larv. Gångarna putsas och täcks med en stelnad, vaxliknande körtelavsöndring. Sandbina lever liksom andra bin av nektar; dessutom samlar de pollen som näring åt larverna. Inom släktet finns både oligolektiska arter, som är specialiserade på arter inom en och samma växtfamilj, och polylektiska arter, som födomässigt är generalister. De svenska arterna är dock i allmänhet oligolektiska. Flygtiden är för det mesta tidigt på våren. Gökbin lägger ofta ägg i sandbinas bo och dess larver snyltar på värdlarvernas förråd av pollen. Även blodbin lever som boparasiter i sandbinas bon.

## Utbredning
Sandbin finns i hela världen utom i Antarktis och Australien.

## Systematik
Sandbina är ett mycket stort släkte med cirka 1 500 arter.

## Arter (urval)
Denna tabell upptar alla svenska och finländska arter, samt ett urval av övriga.
Sandbina är Sveriges artrikaste bisläkte med cirka 60 arter varav 23 är rödlistade. I Finland finns omkring 40 arter, varav 15 rödlistade.
| Svenskt namn     | Vetenskapligt namn   | Status i Sverige | Status i Finland | Anm. | Utbredning                                                                          |
| ---------------- | -------------------- | ---------------- | ---------------- | ---- | ----------------------------------------------------------------------------------- |
| stålsandbi       | Andrena agilissima   | saknas           | saknas           |      | Europa till 52°N och 22°Ö, Nordafrika                                               |
|                  | Andrena alamonis     | saknas           | saknas           |      | södra USA (Arizona, Texas, New Mexico)                                              |
| vitklöversandbi  | Andrena albofasciata | livskraftig      | nationellt utdöd | a)   | Europa till 61°N, Nordafrika, Asien                                                 |
| alvarsandbi      | Andrena alfkenella   | nära hotad       | Saknas           |      |                                                                                     |
| smalt sandbi     | Andrena angustior    | saknas           | saknas           |      | Sparsamt i södra och mellersta Europa                                               |
| spetssandbi      | Andrena apicata      | livskraftig      | saknas           |      | Europa mellan 40° och 57°N; Sydsverige upp till Öland                               |
| silversandbi     | Andrena argentata    | livskraftig      | nära hotad       |      | Större delen av Europa                                                              |
| mosandbi         | Andrena barbilabris  | livskraftig      | livskraftig      |      | Större delen av Europa, norra Nordamerika, Östasien                                 |
| batavsandbi      | Andrena batava       | sårbar           | saknas           |      |                                                                                     |
| ängssandbi       | Andrena bicolor      | livskraftig      | livskraftig      |      | Europa, västra Asien, Nordafrika                                                    |
| rapssandbi       | Andrena bimaculata   | sårbar           | saknas           |      | Syd- och Mellaneuropa upp till 61°                                                  |
| dådresandbi      | Andrena bluethgeni   | starkt hotad     | sårbar           |      |                                                                                     |
| hagtornssandbi   | Andrena carantonica  | livskraftig      | saknas           | b)   | Mellan- och Nordeuropa mellan 41° och 62°N                                          |
| stäppsandbi      | Andrena chrysopyga   | akut hotad       | saknas           |      |                                                                                     |
| parksandbi       | Andrena chrysosceles | livskraftig      | saknas           |      | Nord- och Mellaneuropa; i Sverige endast Skåne                                      |
| sobersandbi      | Andrena cineraria    | livskraftig      | livskraftig      |      | Större delen av Europa, delar av Asien                                              |
| videsandbi       | Andrena clarkella    | livskraftig      | livskraftig      |      | Europa mellan 45 och 70°N, norra Nordamerika                                        |
| fröjdsandbi      | Andrena coitana      | livskraftig      | livskraftig      |      | Central- och Nordeuropa, Väst– och Nordasien                                        |
| blåklockesandbi  | Andrena curvungula   | nära hotad       | saknas           |      | Mellan- och Östeuropa, södra Sverige                                                |
| tandsandbi       | Andrena denticulata  | livskraftig      | livskraftig      |      | Europa mellan 43° och 65°N                                                          |
| ryggsandbi       | Andrena dorsata      | nationellt utdöd | saknas           |      | Större delen av Europa upp till 57°N                                                |
| smultronsandbi   | Andrena falsifica    | livskraftig      | saknas           |      |                                                                                     |
| bandsandbi       | Andrena flavipes     | livskraftig      | saknas           |      | Syd- och Mellaneuropa, Centralasien Ö till Indien; i Sverige sedan 2000             |
|                  | Andrena florea       | saknas           | saknas           |      | Nordafrika, Syd- och Mellaneuropa norrut till Nederländerna, Sydengland och Danmark |
| hallonsandbi     | Andrena fucata       | livskraftig      | livskraftig      |      |                                                                                     |
| glödsandbi       | Andrena fulva        | livskraftig      | N/A              |      | Europa från södra Skandinavien till Balkan                                          |
| fibblesandbi     | Andrena fulvago      | livskraftig      | sårbar           |      | större delen av Europa; mindre allmän i södra och mellersta Sverige                 |
| brynsandbi       | Andrena fulvida      | livskraftig      | livskraftig      |      |                                                                                     |
| ljungsandbi      | Andrena fuscipes     | livskraftig      | livskraftig      |      | Europa från 42° till 63°N inkl. delar av Sverige och Finland                        |
| raggsandbi       | Andrena gallica      | nationellt utdöd | saknas           |      |                                                                                     |
| väpplingsandbi   | Andrena gelriae      | starkt hotad     | starkt hotad     |      | Europa, delar av Asien                                                              |
| fruktsandbi      | Andrena gravida      | sårbar           | saknas           |      | Europa mellan 42° och 58°N; i Sverige endast i Skåne                                |
| trädgårdssandbi  | Andrena haemorrhoa   | livskraftig      | livskraftig      |      | Europa, Östasien                                                                    |
| väddsandbi       | Andrena hattorfiana  | livskraftig      | livskraftig      |      | Större delen av Europa och i Nordafrika; i Sverige upp till Närke                   |
| äppelsandbi      | Andrena helvola      | livskraftig      | sårbar           |      | Europa mellan 43° och 61°N                                                          |
| slåttersandbi    | Andrena humilis      | sårbar           | akut hotad       |      | Europa upp till 63°N; hotad i Sverige och Finland                                   |
| rödklöversandbi  | Andrena intermedia   | livskraftig      | livskraftig      |      |                                                                                     |
| märgelsandbi     | Andrena labialis     | nära hotad       | nationellt utdöd |      | Större delen av Europa, Nordafrika och Västasien                                    |
| blodsandbi       | Andrena labiata      | livskraftig      | livskraftig      |      | Från Nordafrika upp till mellersta Sverige och södra Finland; delar av Asien        |
| blåbärssandbi    | Andrena lapponica    | livskraftig      | livskraftig      |      | Mellan- och Nordeuropa, Östasien                                                    |
| vialsandbi       | Andrena lathyri      | livskraftig      | starkt hotad     |      | Europa till 61°N; mindre vanlig i Sverige                                           |
| guldsandbi       | Andrena marginata    | nära hotad       | akut hotad       |      | Europa från Fennoskandien till Spanien, österut till Ryssland                       |
| småsandbi        | Andrena minutula     | livskraftig      | livskraftig      |      | främst Syd- och Mellaneuropa                                                        |
| morotssandbi     | Andrena minutuloides | livskraftig      | livskraftig      |      |                                                                                     |
| fältsandbi       | Andrena morawitzi    | akut hotad       | N/A              |      |                                                                                     |
| dvärgsandbi      | Andrena nanula       | sårbar           | sårbar           |      |                                                                                     |
| franssandbi      | Andrena niveata      | starkt hotad     | saknas           |      |                                                                                     |
| sommarsandbi     | Andrena nigriceps    | livskraftig      | nationellt utdöd |      |                                                                                     |
| gyllensandbi     | Andrena nigroaenea   | livskraftig      | livskraftig      |      | Europa till 60°N, Nordafrika, västra Asien                                          |
| nyponsandbi      | Andrena nitida       | sårbar           | livskraftig      |      | Större delen av Europa österut till Iran                                            |
| flodsandbi       | Andrena nycthemera   | sårbar           | saknas           |      | Större delen av Europa mellan 45° och 57°N. Österut till Ural                       |
| vickersandbi     | Andrena ovatula      | N/A              | saknas           | c)   | Europa upp till 61°N, Nordafrika, Turkiet, delar av Asien                           |
| sotsandbi        | Andrena nigrospina   | sårbar           | saknas           |      | Europa norrut till 63°N                                                             |
| vårsandbi        | Andrena praecox      | livskraftig      | livskraftig      |      | Europa mellan 40° och 62°N                                                          |
| tvillingsandbi   | Andrena propinqua    | N/A              | saknas           |      |                                                                                     |
|                  | Andrena proxima      | saknas           | saknas           |      | Större delen av Europa; i Skadinavien Norge och Danmark                             |
| björnflokesandbi | Andrena rosae        | saknas           | saknas           | d)   | Västra Europa upp till 60°                                                          |
| åssandbi         | Andrena ruficrus     | livskraftig      | livskraftig      |      | Nord- och Mellaneuropa                                                              |
| veronikasandbi   | Andrena semilaevis   | livskraftig      | livskraftig      |      |                                                                                     |
| ginstsandbi      | Andrena similis      | starkt hotad     | starkt hotad     |      |                                                                                     |
|                  | Andrena stragulata   | saknas           | saknas           | e)   | Mellaneuropa                                                                        |
| lundsandbi       | Andrena subopaca     | livskraftig      | livskraftig      |      |                                                                                     |
| blodrotssandbi   | Andrena tarsata      | livskraftig      | livskraftig      |      | Europa mellan 42° och 66°N                                                          |
| kustsandbi       | Andrena thoracica    | nationellt utdöd | N/A              |      | Mindre allmänt i Europa och Asien                                                   |
| lönnsandbi       | Andrena tibialis     | livskraftig      | saknas           |      | Europa mellan 40° och 61°N, Asien                                                   |
| sälgsandbi       | Andrena vaga         | livskraftig      | livskraftig      |      | Europa mellan 42° och 66°N                                                          |
| krusbärssandbi   | Andrena varians      | livskraftig      | saknas           |      | Europa; i Sverige endast Skåne                                                      |
|                  | Andrena ventralis    | saknas           | saknas           |      | Syd-, Mellan- och Nordösteuropa (öster om Norden)                                   |
|                  | Andrena viridescens  | saknas           | saknas           |      | Syd- och Mellaneuropa                                                               |
| ärtsandbi        | Andrena wilkella     | livskraftig      | livskraftig      |      | Europa, östra Nordamerika                                                           |

Anmärkningar:
a) Kategoriseras ibland som underart till A. ovatula.
b) Har även det vetenskapliga namnet Andrena scotica.
c) Se även vitklöversandbi.
d) Kallas björnflokesandbi i Finland, där den dock inte förekommer.
e) Kan vara en synonym till Andrena rosae.
För en fullständig lista över arter, se Lista över sandbin (Andrena).